# جون ماثيوز (قسيس)
جون ماثيوز (بالإنجليزية: John Matthews)‏ هو قسيس أسترالي، ولد في 26 مارس 1900، وتوفي في 1978.